# Бйорн Ломборг
Бйорн Ломборг (дан. Bjørn Lomborg; 6 січня, 1965, Фредеріксберг, Данія) — данський економіст, еколог, громадський діяч, ад'юнкт-професор Копенгагенської бізнес-школи, директор центру «Копенгагенський консенсус» і колишній директор Інституту екологічної оцінки в Копенгагені. Здобув міжнародну популярність за свої книги, в яких скептично розцінює сучасну політику боротьби з екологічними проблемами.

## Біографія
Бйорн Ломборг народився 6 січня 1965 року в данському місті Фредеріксбергу. Здобув ступінь магістра за спеціальністю «політологія» в Оргуському університеті й захистив докторську дисертацію в Копенгагенському університеті.
До 2005 року викладав статистику в Оргуському університеті, після чого став викладачем Копенгагенської бізнес-школи. У 2002—2004 роках працював директором Данського національного Інституту екологічної оцінки.

## Публікації та громадська діяльність
Публікував у наукових журналах статті на теми соціології, політології та економіки. У 1990-х роках досліджував політологічні та соціологічні питання в галузі виборів і державного управління. Згодом зацікавився більше екологічними і пов'язаними з ними економічними проблемами.
1998 року написав книгу «Скептичний еколог», в якій доводив, що такі обговорювані в ЗМІ глобальні проблеми як перенаселення, виснаження нафтових запасів, скорочення кількості лісів, вимирання видів, нестача води і деякі аспекти глобального потепління, не підтверджуються статистичними даними. Книга викликала бурхливе обговорення і жорстку критику на адресу Ломборга з боку енвайронменталістів.
У 2004 році Ломборг створив Копенгагенський консенсус — проект, присвячений вирішенню глобальних проблем економічними методами, в який увійшло вісім відомих вчених, в тому числі нобелівські лауреати Дуглас Норт, Роберт Фогель, Томас Шеллінг і Вернон Сміт. Команда економістів постаралася відповісти на питання: «Якби в світі було, скажімо, зайвих 50 мільярдів доларів на добрі справи, на що було б краще витратити ці гроші?» Відповіддю виявилася боротьба зі СНІДом. Це, на їхню думку, найважливіший пріоритет, на який слід витратити 27 мільярдів доларів, що дозволить уникнути понад 28 мільйонів нових випадків захворювання. Проект фінансувався данським урядом до 2012 року, фінансування було припинено після приходу до влади соціал-демократів.
2007 року Ломборг випустив книгу «Охолодіть! Глобальне потепління. Скептичне керівництво» англ. Cool It: The Skeptical Environmentalist's Guide to Global Warming, де розглянув проблему глобального потепління з позицій кліматичного скептицизму.
Ломборг вважає, що Кіотський протокол принесе більше шкоди, ніж користі.
Посилаючись на дані Міжурядової групи експертів зі зміни клімату при ООН (IPCC), Ломборг стверджує, що протокол в його нинішньому вигляді відсуне глобальне потепління лише на 7 днів. Навіть якщо до протоколу приєднаються США і Китай, які не бажають цього робити, а правила будуть посилені, підвищення температури не вдасться відсунути більше як на п'ять років.
При цьому боротьба з потеплінням обійдеться людству в трильйони доларів. Ломборг пропонує витрачати ці гроші на інші проєкти: боротися зі СНІДом і малярією, збагачувати продукти харчування мікроелементами, будувати гідротехнічні споруди, збільшувати виробництво кондиціонерів і допомагати країнам, що розвиваються.

Ми дуже багато чуємо про глобальне потепління в новинах. Кожного разу, коли по телевізору показують урагани і цунамі, мова заходить про зміну клімату та глобальне потепління. Ми чуємо дуже багато про клімат і забуваємо, що в світі є величезна кількість інших проблем. Ось тільки один приклад. Кіотський протокол коштує 150 мільярдів доларів на рік. При цьому, за оцінками ООН, за половину цієї суми, тобто за 75 мільярдів доларів на рік, можна вирішити всі основні світові проблеми, починаючи від постачання людей чистою питною водою і закінчуючи освітою й медичною допомогою.

Загалом Ломборг критикує алармістські настрої і вважає, що страх перед екологічною катастрофою штучно роздутий і не має під собою серйозних підстав. Насправді, стверджує Ломборг, становище не погіршується, а поліпшується, зростання населення земної кулі призупинилося, пройшовши свій пік, сільське господарство добре справляється зі своїми завданнями, забруднення повітря знижується, ліси зовсім не зникають, зменшення популяції тих чи інших видів тварин має природний, циклічний характер, і навіть глобальне потепління має не настільки загрозливий характер, як це малюють деякі фахівці і їм журналісти, які це підхоплюють.
При цьому він вважає, що витрати на боротьбу зі всесвітнім потеплінням є безглуздими, неефективними і необґрунтованими. На його думку 50-разове зростання асигнувань на розробку технологій отримання енергії без викиду вуглекислого газу забере в кілька разів менше коштів, ніж витрати на глобальний договір зі скорочення викидів.

## Факти особистого життя
Ломборг гей і вегетаріанець. Як громадський діяч брав участь у інформаційних кампаніях про гомосексуальність у Данії.

## Критика і обговорення поглядів
Опоненти Ломборга порівнюють його з заперечувачами Голокосту і натякають на те, що його спонсорує нафтове лобі. Ломборг у відповідь стверджує, що бере гроші тільки від данського уряду. Здебільшого опоненти зауважують, що Ломборг у своїх роботах не враховує найгірші варіанти розвитку подій.
Після публікації книги «Скептичний еколог» деякі вчені подали заяву в Данський комітет з наукової несумлінності (DCSD) з обвинуваченням Ломборга в підтасовуванні фактів. Критиків особливо дратувала тезу Ломборга, що деякі екологи свідомо замовчують новини про поліпшення природи й клімату щоб підтримувати панічні настрої серед політиків і таким чином забезпечувати собі фінансування. 7 січня 2003 року DCSD оприлюднив рішення, в якому скарги визнано обґрунтованими.
Однак Ломборг опротестував це рішення в Міністерстві науки, технології та інновацій Данії, яке здійснює нагляд за діяльністю DCSD. 17 грудня 2003 року Міністерство скасувало рішення, ухвалене DCSD як необґрунтоване і запропонувало Комітету ще раз розглянути це питання.. 12 березня 2004 року DCSD ухвалив рішення не розглядати надалі це питання.
Однак частина опонентів не погодилися з цим висновком і продовжили критику Ломборга, зокрема в 2004 році Кейр Фог (дан. Kåre Fog) створив сайт «Помилки Ломборга». Журнал Scientific American піддав книги Ломборга різкій критиці, а журнал The Economist навпаки висловився на його захист.
Книга «Хибна тривога» (англ. False  Alarm) 2020 року була розкритикована, як така, що принижує ризики кліматичних змін у ім'я ідеології автора.

## Нагороди та визнання
- У листопаді 2001 року Ломборга обрано «Лідером майбутнього» на Всесвітньому економічному форумі[7].
- У червні 2002 року журнал BusinessWeek заніс Ломборга до списку «50 Зірок Європи» (17 червня). Журнал відзначив, що «незалежно від того, що люди думають про його погляди, ніхто не заперечує, що Бйорн Ломборг потряс екологічний рух до самої основи»[11].
- 2004 року журнал Тайм заніс Ломборга в списку 100 найвпливовіших людей у світі[18].
- У 2007 році британська газета Гардіан назвала Ломборга одним із «50 осіб, які могли б врятувати планету»[19].